# IBM Z

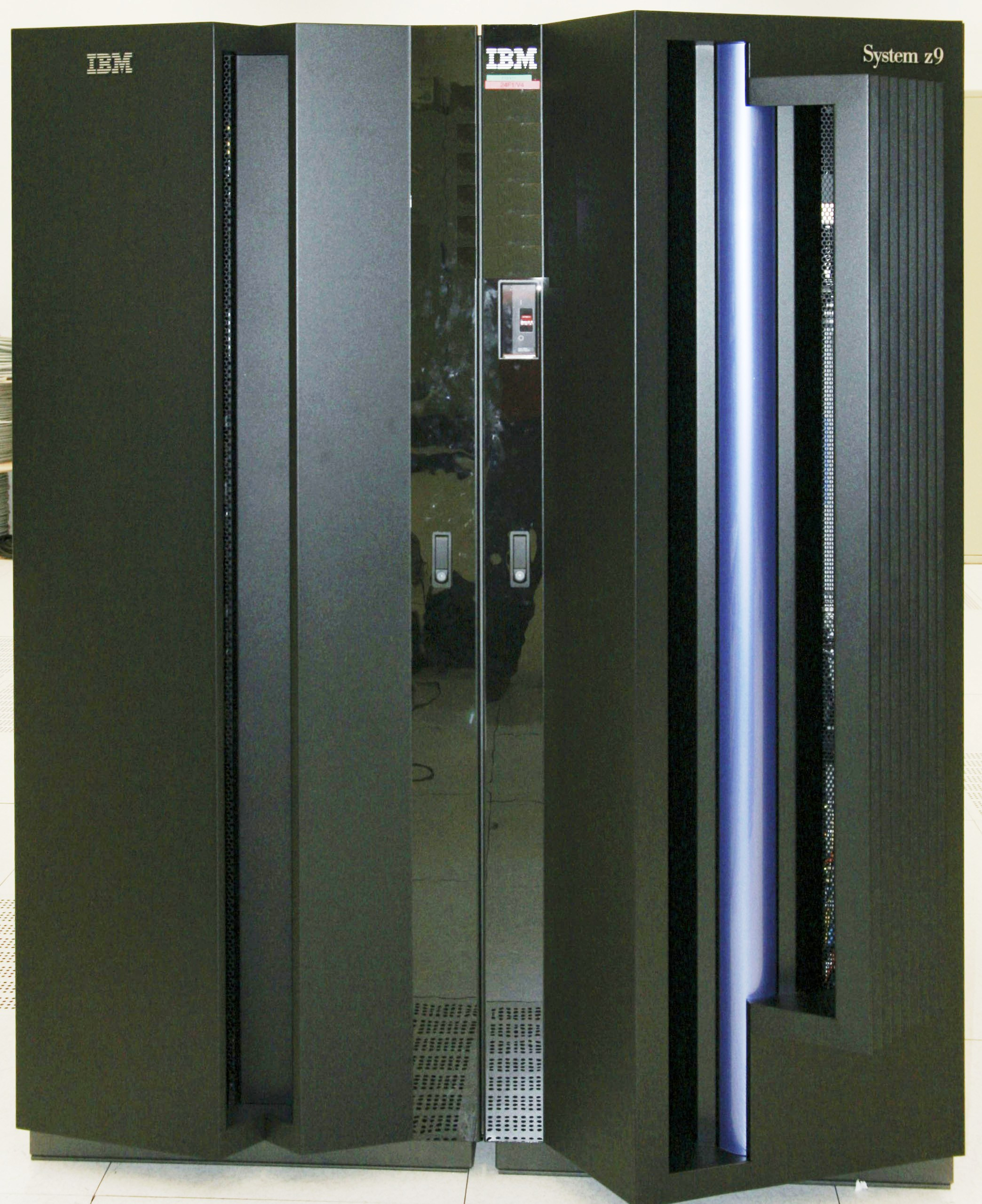
System z9 Typ 2094

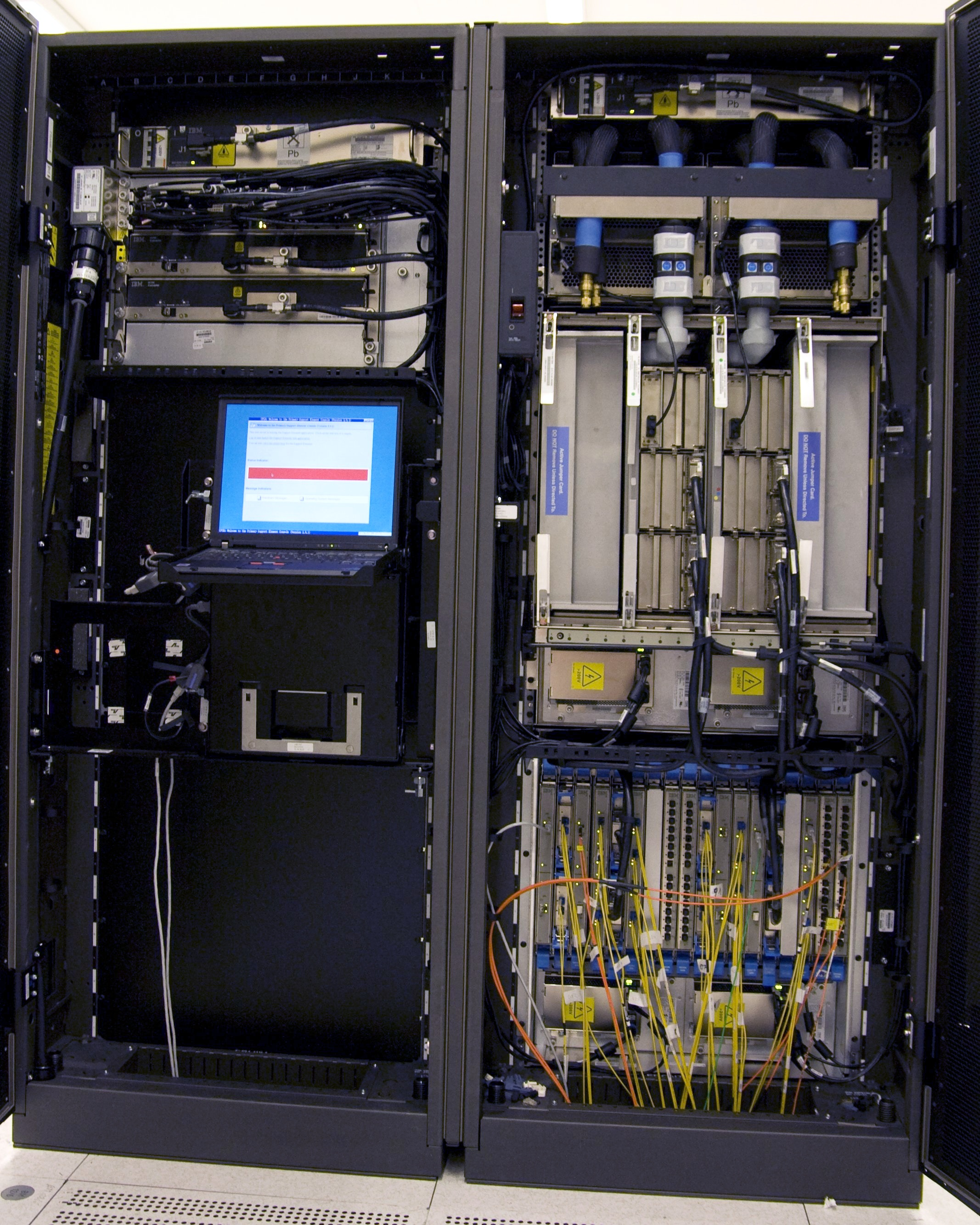
System z9 Typ 2094, mit geöffneten Fronttüren und ausgeklapptem Support Element

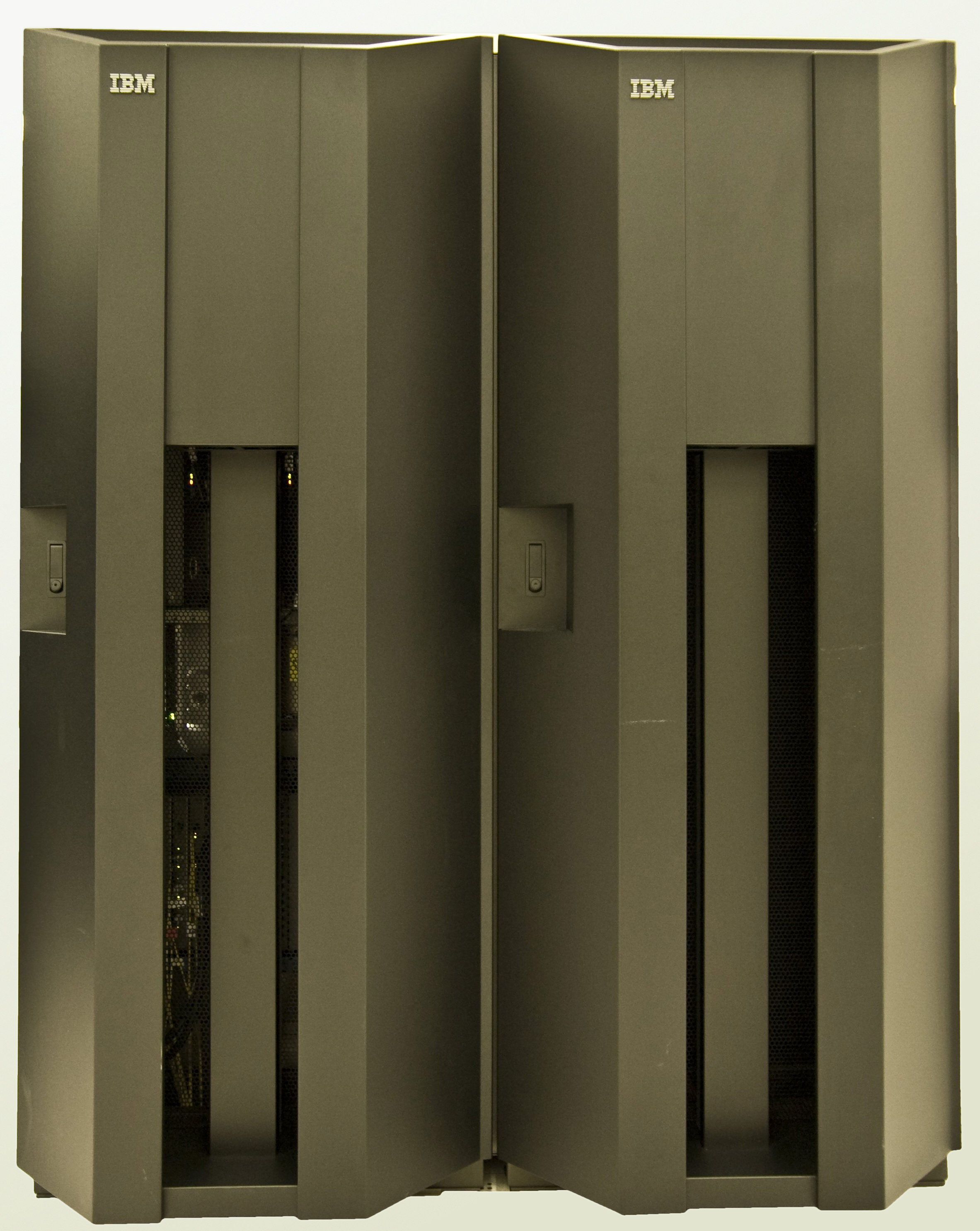
System z9 Typ 2094, Rückseite

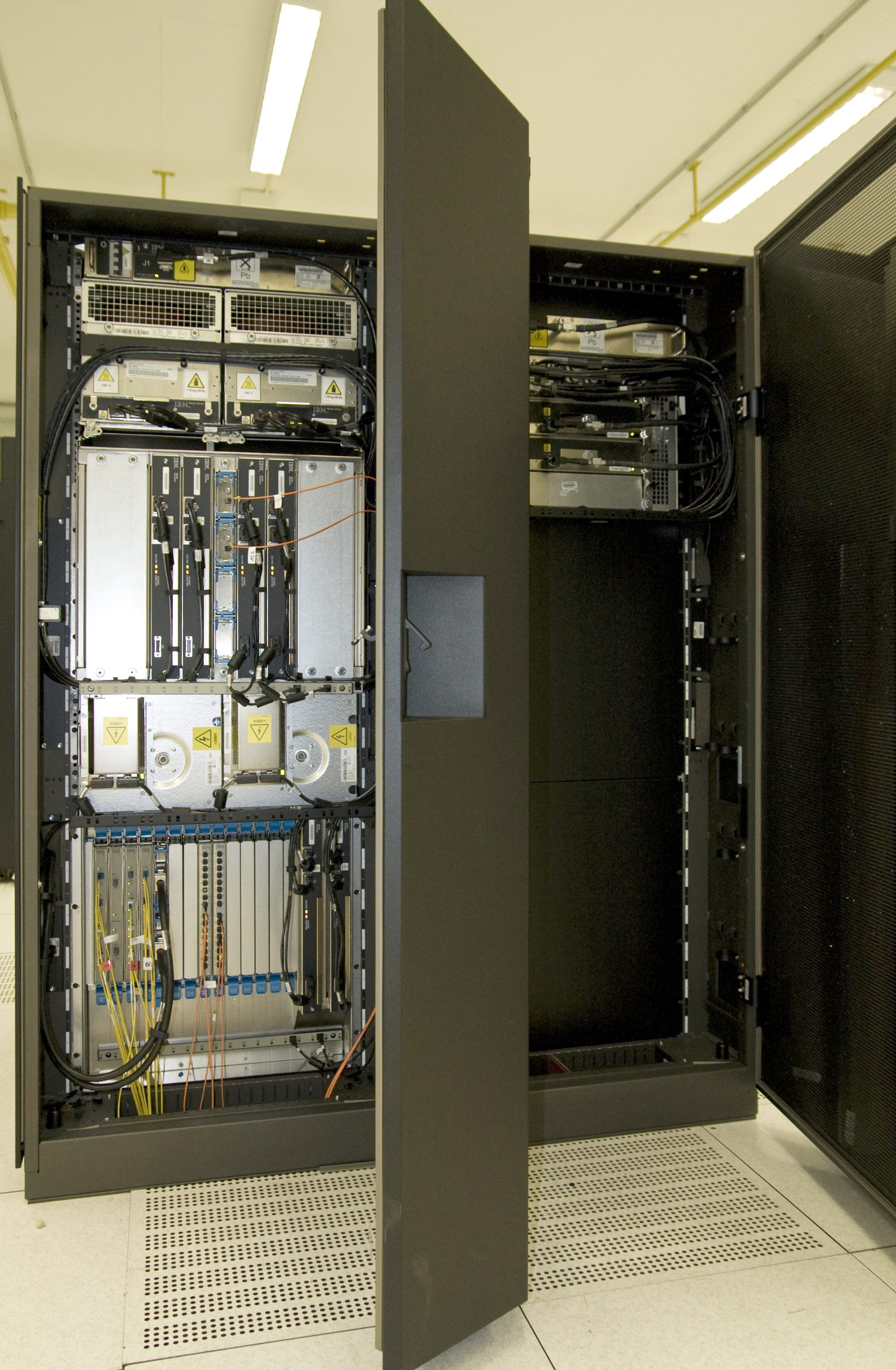
System z9 Typ 2094, Rückseite geöffnet

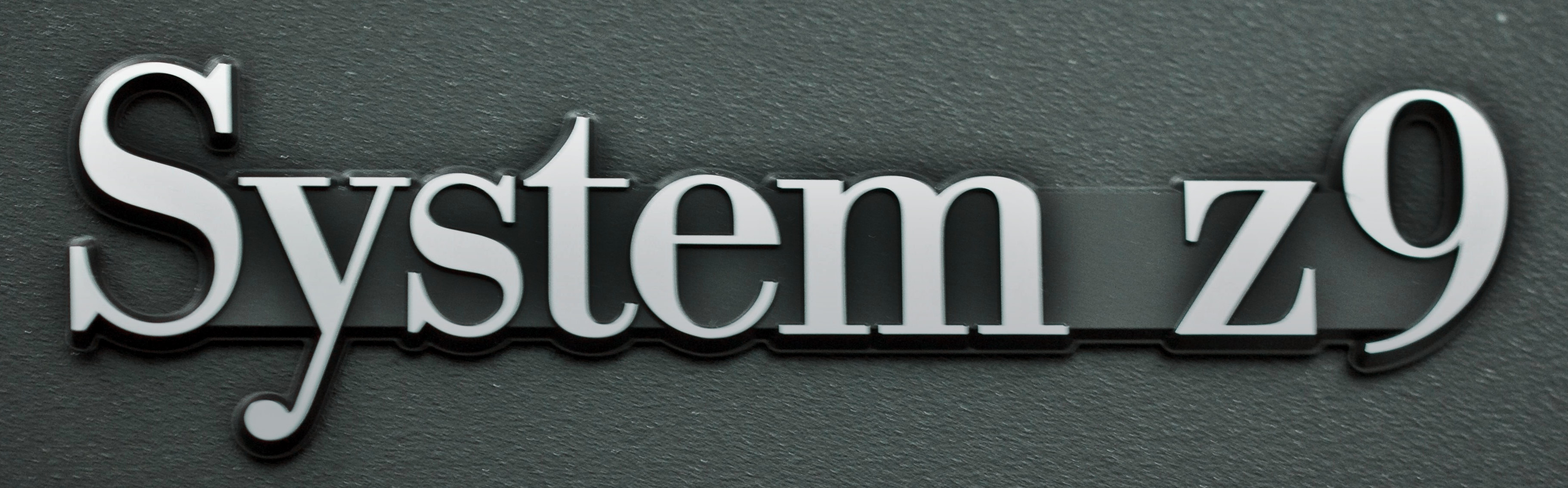
Logo von System z9

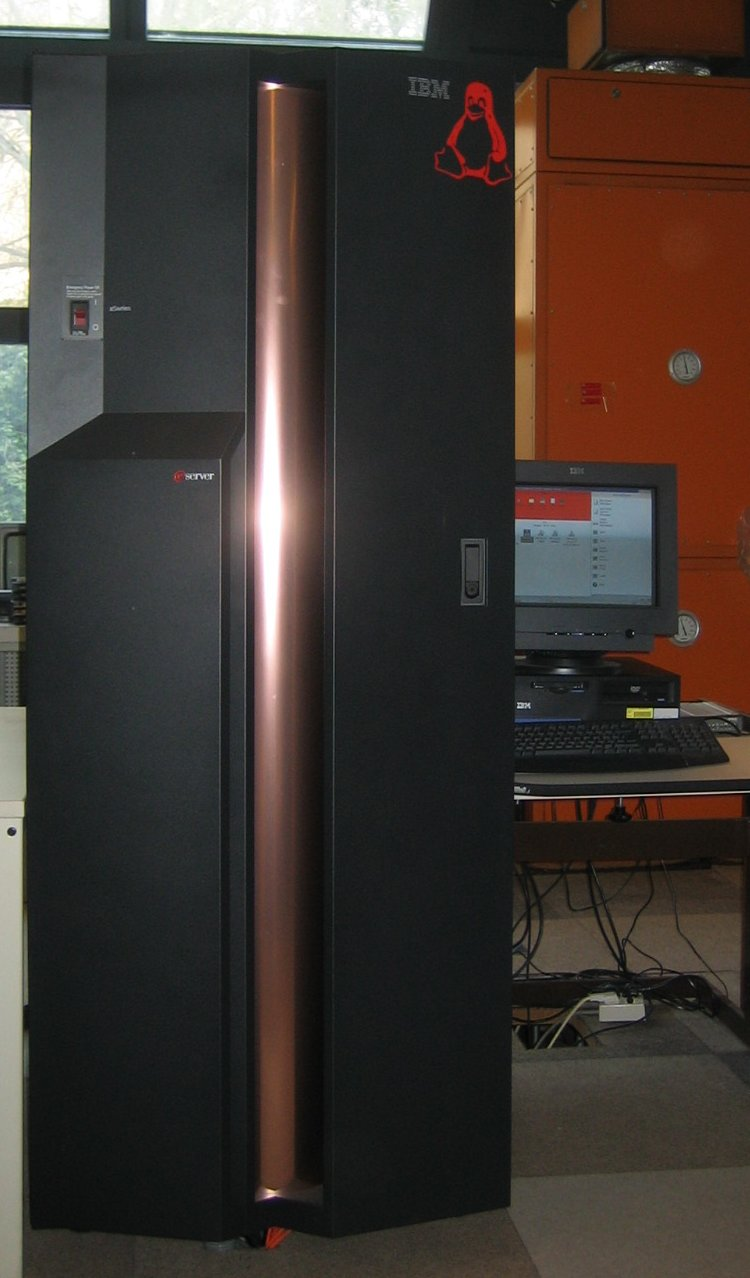
zSeries 800 Typ 2066

IBM Z (früher zSeries oder System z) ist die aktuelle Großrechnerarchitektur der Firma IBM. Sie unterscheidet sich zur Vorgängerarchitektur S/390 vor allem durch die 64-Bit-Adressierung. Programme, die für die Vorgängerarchitekturen S/390 und S/370 geschrieben wurden und somit 31-Bit- bzw. 24-Bit-Adressierung nutzen, werden weiterhin unterstützt.
Im Systemdesign der IBM z Systems sind alle Komponenten komplett redundant ausgelegt, so dass die Modelle besonders ausfallsicher und zuverlässig sind. Das „Z“ in z Systems wird gelegentlich als „Zero Downtime“ interpretiert.
Das Modell IBM z14 ist in der Lage mit maximal 85 logischen Partitionen (LPARs) verschiedene Betriebssysteme parallel auszuführen. Durch das einzigartige Systemdesign gelten die IBM-Mainframe-Rechner weiterhin als besonders skalierbar, besonders sicher und durchsatzstark. Außerdem ist neben den hohen Virtualisierungsraten eine hohe Auslastung des Systems von durchschnittlich 90–100 % nicht unüblich.
Die IBM-Mainframe-Rechner haben keine eingebauten Festplatten, sondern sind über FICON genannte Fibre-Channel-Adapter mit Storage-Servern oder einem SAN verbunden. Bei älteren Systemen war eine Anbindung von Speichersystemen auch über ESCON (Vorgänger von FICON) möglich.

## Geschichte
Die Geschichte der IBM-Mainframes begann am 7. April 1964, als IBM das System/360 einführte.
Am 30. Juni 1970 wurde es vom System S/370 abgelöst. Mit dem System 370/XA wurde 1981 die 31-Bit-Adressierung eingeführt, das 32. Bit des aus 4 Byte bestehenden Datenworts wurde als Kontrollbit reserviert. Es wird seitdem unter anderem zur Unterscheidung der 24- und 31-Bit-Adressierung verwendet. Im Jahr 1972 führte IBM das erste Virtualisierungsprodukt ein. Seit dem Jahr 1988 verwendet IBM die 370/ESA-Architektur.
Im September 1990 wurde das System/390 als Nachfolgesystem der S/370 vorgestellt. Hiervon erschienen insgesamt sechs Hardwaregenerationen.
Seit 1964 wurde die Ausrichtung mehrfach erweitert und ergänzt. Ausgehend von traditionellen Workloads (viele Transaktionen, OLTP Datenbanken, Batch und Quality of Service, QoS) öffneten sich ab 2001 Linux-Workloads (WebSphere, Analytics und Oracle) und schließlich auch der Java-Workload für die Mainframe-Anwender. Zehn Jahre danach wurde das Mainframe-System für Themen wie Cloud, Mobile und Operational Analytics vorbereitet.

## Modelle

### z900, z800, z990 und z890
Die ersten zSeries-Rechner waren die Systeme z900 (2000) und z800 (2002). Es handelte sich dabei um fast völlige Neuentwicklungen gegenüber der S/390, hier kamen erstmals 64-bit-Prozessoren mit 64-bit-Adressierung im System zum Einsatz. Die Baureihe S/390 wurde durch System Z (der damalige Name) abgelöst – die Mitbewerber (Hitachi und Siemens, die S/390-kompatible Systeme entwickelt hatten) konnten kein 64-Bit-System mehr entwickeln, und IBM-Z war wieder konkurrenzlos. Danach folgten die Systeme z990 (2003) und z890.
Durch das Engagement des Labors IBM Germany Research & Development in Böblingen wurde 2001 das Betriebssystem Linux auf den IBM-Mainframe portiert.

### z9
Im Juli 2005 wurde System z9 EC, und im April 2006 System z9 BC angekündigt. Seitdem gibt es pro Baureihe ein BC- und ein EC-Modell: BC, wie Business Class, umfasst die kleineren Systeme, EC, für Enterprise Class, deckt hingegen den oberen Leistungsbereich ab.

### z10
Am 26. Februar 2008 wurde das System z10 EC mit einer Leistungsfähigkeit von etwa 1500 Servern auf x86-Basis angekündigt. Am 21. Oktober 2008 folgte das System z10 BC, welches die Leistung von bis zu 232 x86-Servern bei 83 % kleinerer Fläche und bis zu 93 % geringerem Energieverbrauch besitzen soll.

### z196
Am 22. Juli 2010 wurde das erste Modell der nächsten Generation zEnterprise 196 (z196) angekündigt. Das System bot die Möglichkeit, Ressourcen von IBM System z, Power und System x zu einem Komplettsystem zu integrieren. Die z196 verfügte über insgesamt 96 Prozessorkerne mit einer Taktfrequenz von 5,2 GHz. Dies ermöglichte eine Leistungsverbesserung von 60 Prozent pro Kern und steigerte die Gesamtkapazität für Workloads auf Basis von z/OS, z/VM und Linux auf z Systems um 60 Prozent im Vergleich zum Vorgängermodell z10 EC.

### z114
Im Folgejahr, am 12. Juli 2011, wurde das nächste BC-Modell IBM zEnterprise 114 (z114) angekündigt.

### zEC12 und zBC12
Am 28. August 2012 wurde mit der IBM zEnterprise EC12 (zEC12) eine neue Generation angekündigt. Die Ankündigung der IBM zEnterprise BC12 (zBC12) erfolgte am 23. Juli 2013.

### IBM z13
Am 14. Januar 2015 wurde die Enterprise Class IBM z13 (z13) angekündigt. Das neue System ist auf die Integration der auf dem Mainframe vorhandenen Daten und Transaktionen ausgelegt.
Im Vergleich zum Vorgängermodell zEnterprise EC12 bietet die IBM z13 eine Leistungssteigerung von 40 %, dreimal so viel Hauptspeicher (bis zu 10 TB), mehr LPARs (85 statt zuvor 60) und mehr I/O Kanäle. Durch die Vergrößerung des Hauptspeichers können Mainframe-Nutzer ihre Latenzzeiten für OLTP-Workloads, Antwortzeiten durch weniger I/O-Wartezeiten und Batch-Zeiten reduzieren.
Außerdem führt IBM mit dieser Modellreihe Simultaneous Multithreading (SMT) sowie SIMD-Instruktionen ein. Für die Hardware-Kryptographie gibt es eine neue Karte. Neben den Neuigkeiten um die z13-Hardware gehörte zur Ankündigung im Januar 2015 auch eine Vorschau auf das neue Betriebssystem z/OS.
Am 16. Februar 2016 hat IBM den neuen Einstiegsgroßrechner z13s angekündigt. Das neue Rechnermodell ähnelt dem kurz zuvor vorgestellten Rockhopper-Modell.

### IBM z14
Im Juli 2017 wurde das Nachfolgemodell IBM z14 angekündigt. Der Zentral Prozessor weist zehn CPU-Kerne auf, die IBM mit 5,2 GHz taktet. Jeder davon hat je 128 KByte L1I- und L1D-Cache, 2 MByte L2-Instruktionen- und 4 MByte L2-Daten-Cache, hinzu kommt ein gemeinsamer 128 MByte L3-Cache, bestehend aus Embedded-DRAM. Der CP-Chip besteht aus 6,1 Mrd. Transistoren und ist 696 mm² groß. Fünf oder sechs Prozessor-Chips werden auf einem Einschub in zwei Clustern an einen System-Control-Chip, der über einen 672 MByte L4-Cache verfügt, angebunden. Der SC-Chip ist ebenfalls 696 mm² groß und enthält 9,7 Mrd. Transistoren. Beide Chips werden bei GlobalFoundries in einem 14-nm-SOI-Prozess hergestellt. Auf dem Einschub befinden sich auch die Speicher-DIMMs, an jeden CP-Chip sind dabei fünf DIMMs angebunden.
Im April 2018 hat IBM die Modelle IBM z14 Model ZR1 und IBM LinuxONE Rockhopper II angekündigt. Die neuen Systeme basieren auf einem Single-Frame-Design im 19-Zoll-Industriestandard, der eine einfache Aufstellung in Rechenzentren ermöglichen soll.

### IBM z15
Im September 2019 wurde das Modell IBM z15 angekündigt. Das System IBM z15 besitzt bis zu 190 konfigurierbare Prozessorkerne und bis zu 40 TB Hauptspeicher.
Im April 2020 wurde das z15 Model T02 angekündigt.

### IBM z16
Im April 2022 wurde das Modell IBM z16 angekündigt. Der eingesetzte Telum-Prozessor verfügt über einen integrierten Beschleuniger für künstliche Intelligenz, der auf kurze Latenzen optimiert wurde. Damit soll bspw. Finanz-Software unterstützt werden, die in Echtzeit Betrugsversuche erkennen soll.

### IBM z17
Im April 2025 hat IBM das Modell IBM z17 angekündigt.

## IBM LinuxONE
Am 17. August 2015 wurden die Linux-Systeme LinuxONE angekündigt. Diese Maschinen laufen nur mit GNU/Linux als Betriebssystem. Das größere Modell LinuxONE Emperor basiert auf dem System z13. Emperor penguin ist die englische Bezeichnung für Kaiserpinguine, anspielend auf den Pinguin als Linux-Maskottchen. Das kleinere Modell wird als LinuxONE Rockhopper bezeichnet und basierte zunächst auf dem System zBC12. Rockhopper ist der englische Name für Felsenpinguine.
Am 26. Januar 2016 kündigte IBM neue Maschinen und neue Funktionen für die LinuxONE-Systeme an. Das Modell Rockhopper basiert nun auf dem System z13s und trägt die Modellnummer 2965. „Der neue Rockhopper kann bis zu 20 4,3-GHz-Kerne besitzen und unterstützt 4 TB Hauptspeicher, im Vergleich zu den maximal 12 4,2 GHz-Kernen der vorherigen Version mit 500 GB Hauptspeicher. Der neue Emperor behält die 141 5,0-GHz-Kerne und 10 TB an Hauptspeicher seines Vorgängers, aber erhält 667 Integrated Assist Prozessoren für hohe Verfügbarkeit und I/O-intensive Arbeiten, anstelle der 640 speziellen I/O-Prozessoren des alten Vogels.“ Das Modell Emperor verfügt über maximal 141 Kerne und 10 TB Hauptspeicher.

### LinuxONE III
Das Modell LinuxONE III wird in Konfigurationen mit 1 - 4 19"-Racks angeboten.
Im April 2020 wurde das z15 Model LT2 angekündigt.
Am 4. Mai 2021 hat IBM das Modell LinuxONE III Express als Einstiegsangebot angekündigt, das das Modell Max13 des Typs KT2 ersetzt.

### LinuxONE 4
LinuxONE 4 stellt die 4. Generation der Linux-Mainframes von IBM dar. Das erste Modell dieser Generation war LinuxONE Emperor 4. Im April 2023 wurde das Modell LinuxONE Rockhopper 4 angekündigt. Im Februar 2024 wurde das Modell LinuxONE 4 Express als Einstiegsangebot angekündigt.

### LinuxONE 5
Im Mai 2025 wurde mit dem IBM LinuxONE Emperor 5 das erste Modell der 5. Generation vorgestellt.

## Modelle
Die IBM-Mainframe-Rechner sind bereits in mehreren Generationen weiterentwickelt worden. In den nachfolgenden Tabellen wird die Leistungsklassifizierung gemäß IBM nach Business- und Enterprise-Klasse unterschieden.

### LinuxONE
| Modell                | Type | Modelle                             | Prozessoren | Frames | Kühlung | Ankündigung    | Bemerkung                                                            |
| --------------------- | ---- | ----------------------------------- | ----------- | ------ | ------- | -------------- | -------------------------------------------------------------------- |
| LinuxONE Emperor 5    |      | ML1                                 | max. 208    | 1      |         | 6. Mai 2025    |                                                                      |
| LinuxONE 4 Express    |      |                                     | max. 16     | -      |         | 6. Feb. 2024   | ab $ 135.000 erhältlich                                              |
| LinuxONE Rockhopper 4 | 3932 | LA2 / AGL                           | max. 68     | 1/-    |         | 4. Apr. 2023   | Im Werksgehäuse und als Rackmount erhältlich.                        |
| LinuxONE Emperor 4    | 3931 | LA1                                 | max. 200    | 4      |         | September 2022 | entspricht z16 A01, Optionen Max39, Max82, Max125, Max168 und Max200 |
| LinuxONE III Express  |      |                                     |             |        |         | 4. Mai 2021    |                                                                      |
| LinuxONE III          | 8562 | LT2                                 |             | 1      | Luft    | 14. Apr. 2020  | entspricht z15 T02                                                   |
| LinuxONE III          | 8561 | LT1                                 |             | 4      | Wasser  | 12. Sep. 2019  | entspricht z15 T01                                                   |
| Rockhopper II         | 3907 | LR1                                 | max. 30     |        |         | 10. Apr. 2018  | basiert auf z14 ZR1                                                  |
| Emperor II            | 3906 | LM1–LM5                             | max. 170    |        |         | 12. Sep. 2017  | basiert auf z14                                                      |
| Emperor               | 2964 | L30, L63, L96, LC9, LE1             | max. 141    |        |         | 26. Jan. 2016  |                                                                      |
| Rockhopper            | 2965 | L10, L20 (1 Drawer), L20 (2 Drawer) | max. 20     |        |         | 26. Jan. 2016  | basiert auf z13s                                                     |
| Emperor               | 2964 |                                     | max. 141    |        |         | 17. Aug. 2015  | basiert auf z13                                                      |
| Rockhopper            | 2828 | L06, L13                            | max. 20     |        |         | 17. Aug. 2015  | basiert auf zBC12                                                    |

### Enterprise-Klasse
| Modell                               | Type | Modelle                                          | Prozessoren | Hauptspeicher | Ankündigung   | Bemerkung                                                             |
| ------------------------------------ | ---- | ------------------------------------------------ | ----------- | ------------- | ------------- | --------------------------------------------------------------------- |
| z17                                  | 9175 | ME1                                              | max. 208    | max. 64 TB    | 8. April 2025 | Nachfolger der z16, AI orientiert                                     |
| z16                                  | 3931 | A01                                              | max. 200    | max. 40 TB    | 4. April 2022 | Nachfolger der z15, Optionen Max39, Max82, Max125, Max168 und Max200. |
| z15                                  | 8561 | T01                                              | max. 190    | max. 40 TB    | 12. Sep. 2019 | Nachfolger der z14, 1-4 19" Racks                                     |
| z14                                  | 3906 | M01, M02, M03, M04, M05                          | max. 196    | max. 32 TB    | 17. Juli 2017 | Nachfolger der z13                                                    |
| z13                                  | 2964 | N30, N63, N96, NC9, NE1                          | max. 141    | max. 10 TB    | 14. Jan. 2015 | Nachfolger der zEC12                                                  |
| zEnterprise EC12 (zEC12)             | 2827 | H20, H43, H66, H89, HA1                          | max. 101    |               | 28. Aug. 2012 | Nachfolger der z196                                                   |
| zEnterprise 196 (z196)               | 2817 | M15, M32, M49, M66, M80                          | max. 96     |               | 22. Juli 2010 | Nachfolger der z10 EC                                                 |
| System z10 Enterprise Class (z10 EC) | 2097 | E12, E26, E40, E56 und E64                       | max. 64     |               | 26. Feb. 2008 | Nachfolger der z9                                                     |
| System z9 Enterprise Class (z9 EC)   | 2094 | S08, S18, S28, S38 und S54                       | max. 54     |               | 27. Juli 2005 | ursprünglich z9-109                                                   |
| eServer zSeries 990 (z990)           | 2084 | A08, B16, C24 und D32                            | max. 32     |               | 13. Mai 2003  | Nachfolger der größeren Modelle der z900                              |
| eServer zSeries 900 (z900)           | 2064 | 101–109, 1C1–1C9, 110–116, 2C1–2C6, 2C9, 210–216 | max. 16     |               | 03. Okt. 2000 |                                                                       |

### Business Klasse
| Modell                             | Type | Modelle                                          | Prozessoren | Hauptspeicher | Ankündigung   | Bemerkung                                              |
| ---------------------------------- | ---- | ------------------------------------------------ | ----------- | ------------- | ------------- | ------------------------------------------------------ |
| z16                                | 3932 | A02                                              |             |               | 4. Apr. 2023  |                                                        |
| z15                                | 8562 | T02                                              | max. 65     | max. 16 TB    | 14. Apr. 2020 | 19"-Rack, Single frame, Nachfolger der z14 ZR1         |
| z14                                | 3907 | ZR1                                              | max. 30     | max. 8 TB     | 10. Apr. 2018 | 19"-Rack, Single frame, Nachfolger der z13s            |
| z13s                               | 2965 | N10, N20 (1 drawer), N20 (2 drawers)             | max. 20     | max. 4 TB     | 16. Feb. 2016 | Nachfolger der zBC12 und z114, basiert auf z13         |
| zEnterprise BC12 (zBC12)           | 2828 | H06, H13                                         | max. 13     |               | 23. Juli 2013 | Nachfolger der z114                                    |
| zEnterprise 114 (z114)             | 2818 | M05, M10                                         | max. 14     |               | 12. Juli 2011 | Nachfolger der z10 BC                                  |
| System z10 Business Class (z10 BC) | 2098 | E10                                              | max. 5      |               | 21. Okt. 2008 | Nachfolger der z9                                      |
| System z9 Business Class (z9 BC)   | 2096 | R07 und S07                                      | max. 7      |               | 27. Apr. 2006 | Nachfolger der z890                                    |
| eServer zSeries 890 (z890)         | 2086 | A04                                              | max. 4      |               | 07. Apr. 2004 | Nachfolger der z800 und der kleineren Modelle der z900 |
| eServer zSeries 800 (z800)         | 2066 | 0E1, 0A1, 0B1, 0C1, 0X2, 001, 0A2, 002, 003, 004 | max. 4      |               | 19. Feb. 2002 |                                                        |

## Architektur
Die Entwicklung der IBM Mainframe Architektur führte von S/360 und S/370 über viele Zwischenschritte, stets wurden die Funktionen der vorhergehenden Systeme beibehalten und erweitert. So wurden beim Schritt von ESA/390 zur heutigen z Systems-Architektur folgende Erweiterungen vorgenommen:
- General- und Control-Register haben eine Länge von 64 Bit
- Es gibt einen 64-Bit-, einen 31-Bit- und einen 24-Bit-Adressierungsmodus (Big-Endian-Format)
- Tabellen für die dynamische Übersetzung von 64-Bit-Adressen werden durch 3 Ebenen erweitert

Ein wesentlicher Unterschied zwischen ESA/390 und der z-Systems-Architektur ist der von z/OS im 64-Bit-Modus nicht mehr nutzbare Expanded Storage. Dieser wurde zusammen mit der S/370-XA-Architektur wegen der damals auf 2 GB begrenzten Adressierbarkeit eingeführt. Damals stellte dies einen günstigen Weg dar, den Hauptspeicher zu erweitern.
Je nach Modell kann der verfügbare Hauptspeicher 64 GB (z9 BC), 512 GB (z9 EC), 1,5 TB (z10 EC), 3 TB (z196, zEC12) oder 10 TB (z13) betragen.
Ein besonderes Merkmal der z-Systems-Architektur ist, dass die Prozessorleistung ohne Performanceverluste im permanenten Betrieb bis zu 100 % Dauerbelastung genutzt werden kann. Die aus anderen Architekturen bekannten Effekte nachlassender Performance bei höheren Anforderungen ist in dieser Architektur nicht vorhanden.
Die Prozessorleistung (Capacity Setting) der jeweiligen Systeme kann sehr granular konfiguriert und bestellt werden und wird dadurch exakt auf die Anforderungen des Kunden abgestimmt. Beispielsweise verfügt das Modell zEnterprise BC12 über 156 Capacity Settings und das Modell zEnterprise EC12 über mehrere hundert Capacity Settings. Durch das Capacity Setting wird die Leistung der jeweiligen Prozessoren limitiert. Sollte eine Leistungserhöhung erforderlich sein, kann das Capacity Setting ohne zusätzliche Eingriffe in die Hardware angepasst werden. Dies erfolgt in der Regel bei laufenden Systemen, sodass keine Unterbrechung des Betriebes notwendig ist.
Ein weiteres Entwicklungsmerkmal stellt das Channel-Subsystem dar. Die Übertragungsgeschwindigkeit stieg von zuerst 4,5 MB/s über 17 MB/s bei den ESCON-Kanälen auf mittlerweile über 800 MB/s bei den Glasfaserkanälen (FICON Express 8).

## Die CPU
Die Systeme des IBM z Systems stellen einen oder mehrere Prozessoren auf Basis einer CISC-Prozessorarchitektur zur Verfügung. Die physisch eingebauten Prozessoren können als verschiedene Prozessortypen konfiguriert werden: als reguläre (general purpose) Prozessoren (CP), als Spezialprozessor für bestimmte Aufgaben des Betriebssystems z/OS (zAAP, oder zIIP), als Prozessor für Linux und dessen Virtualisierung mit z/VM (Integrated Facility for Linux: IFL) oder als Coupling Facility eines Parallel Sysplex. Außerdem reserviert das System einige Prozessoren für Ein-/Ausgabefunktionen (Service Assist Prozessor: SAP) und als Reserveprozessoren (Spare), die im Fall eines CPU-Schadens transparent die Aufgabe der defekten CPU übernehmen. Die Assist-Prozessoren zAAP und zIIP stehen nur für bestimmte Workloads wie z. B. Java, Db2 oder auch XML zur Verfügung. Alle Prozessortypen sind bezüglich ihrer Hardware identisch, werden aber durch ihren Microcode oder durch das Betriebssystem auf die Ausführung bestimmter Workloads beschränkt.
Die Leistungsfähigkeit der Mainframe-Prozessoren hat sich in der Geschichte der Mainframe-Server ebenfalls stetig weiterentwickelt. Dies betrifft sowohl das Design der Module als auch die Anzahl der Cores und die Taktfrequenz. So hatte eine z900 beispielsweise noch eine Frequenz von 770 MHz, eine z990 1,2 GHz, eine z9 EC 1,7 GHz. Mit der z10 EC kam ein Sprung auf 4,4 GHz, mit der z196 auf 5,2 GHz und mit der zEC12 schließlich auf 5,5 GHz. Das aktuelle Modell IBM z 13 hat 5,0 GHz, was jedoch nicht bedeutet, dass dieses Modell weniger leistungsfähig ist, da in der Architektur des Mainframes viele Komponenten gemeinsam die Leistungsfähigkeit ausmachen.
Dem Programmierer stehen auf einer Maschine von z Systems folgende Hardware-Features zur Verfügung:
- 16 General-Purpose-Register
- 16 Gleitkomma-Register
- 16 Access-Register
- 16 Control-Register
- 1 Floating-Point-Control-Register
- 1 Program-Status-Word

## Software
Auf IBM Mainframes werden üblicherweise die Betriebssysteme z/OS, z/VM, z/VSE, z/TPF und Linux eingesetzt.
Die Architektur zeichnet sich auch durch eine eigene Begriffswelt aus, so wird zum Beispiel der Bootprozess als IPL (Initial Program Load) bezeichnet. Den Neustart des kompletten Servers (einschalten) nennt man auch POR (Power On Reset).
Neben dem Betriebssystem und der Virtualisierungssoftware läuft Middleware (CICS, WebSphere usw.) auf den IBM Mainframes, sowie Software wie Datenbanken (Db2, IMS, Oracle), Programming Languages (COBOL, Assembler, PL/I, Java, C), Job Flow (JES2, JES3), Transaction Servers (CICS/TS, IMS/DC, WebSphere), Monitoring Tools (PFA, RTD, zAware) und weitere. Weitere IBM Software on z Systems sind zum Beispiel SPSS, Rational, Tivoli und Cognos.

## Virtualisierung
Die über die Jahrzehnte gereiften Virtualisierungsmöglichkeiten der IBM-Mainframe-Architektur gelten als ausgereift und stabil. Auch heute ist der technologische Vorsprung der Architektur gegenüber
anderen Plattformen erheblich. Auf der Plattform können Betriebssysteme unter folgenden Modi betrieben werden:
- Native Mode: alle verfügbaren Hardwareressourcen werden verwendet (Dieser Modus wird heute bei zSeries-Hardware nicht mehr direkt für Kundensysteme angeboten)
- LPAR Mode: Hardwareressourcen werden in „logische Partitionen“ aufgeteilt (Hier sind momentan bis zu 85 LPAR-Systeme möglich). Hier werden die CPUs virtualisiert.
- VM Mode: Hardwareressourcen werden „virtualisiert“ unter Verwendung von Hypervisorsystemen wie z/VM und Linux mit Kernel-based Virtual Machine

Die verbreiteten Betriebssysteme für Anwendungen wie z. B. z/OS und Linux unterstützen Virtualisierungsmöglichkeiten wie:
- Dynamisches Hinzufügen und Entfernen von CPUs: CPUs können ohne Neustart des Betriebssystems hinzugefügt und entfernt werden
- Dynamisches Hinzufügen und Entfernen von RAM: Arbeitsspeicher kann über verschiedene Mechanismen ohne Neustart des Betriebssystems hinzugefügt und entfernt werden
- Dynamisches Hinzufügen und Entfernen von Plattenspeicher: DASD-Plattenspeicher, der per SCSI oder Fibre Channel angeschlossenen ist, kann dynamisch hinzugefügt und entfernt werden
- Virtualisierte Ethernetadapter: Reale Netzwerkkarten können in vielen verschiedenen Virtualisierungsmodi auf bis zu 1500 virtuelle Netzwerkadapter pro Karte für virtuelle Systeme zur Verfügung gestellt werden. Unter Verwendung des z/VM-Hypervisors lassen sich sehr komplexe Netz- bzw. VLAN-Strukturen innerhalb des Systems aufbauen.
- Kryptographische Subsysteme: Hardware zur Unterstützung von Kryptographie ist auch virtualisiert verfügbar
- Virtueller Lochkarten-Leser/Stanzer: Systeme können sich gegenseitig Daten über virtuelle Lochkarten-Lese- bzw. -Stanzersysteme zuschicken.

## Emulatoren
Mit Hercules ist ein Emulator erhältlich, der es ermöglicht, ein IBM-Mainframe-System unter Windows, Mac OS X oder Linux zu emulieren. Allerdings genehmigt IBM lizenzrechtlich keine Nutzung seiner Mainframe-Betriebssysteme auf einem Hercules-Emulationsrechner. Linux for z Systems kann dort legal betrieben werden, aufgrund der Emulation ist dies jedoch für die meisten Einsatzzwecke nicht wirtschaftlich sinnvoll.
Als kommerzielle Emulationsplattform war bis Ende 2006 FLEX-ES verfügbar. Das Produkt ermöglichte den Betrieb vieler S/390-Betriebssysteme auf einem Intel-Rechner. Im Gegensatz zu Hercules lizenzierte IBM viele S/390-Betriebssysteme für den Einsatz unter FLEX-ES.
Als kommerzielles Produkt gibt es zPDT (IBM System z® Personal Development Tool), auf dem die S/390-Betriebssysteme wieder angeboten werden.

## IBM Mainframe und der Nachwuchs
Mit der IBM Academic Initiative besteht ein Programm, das weltweit an 1000 Schulen und Universitäten in 67 Ländern durchgeführt wird. Weiterhin gibt es seit dem Jahr 2005 einen weltweit stattfindenden Wettbewerb, der mit dem Namen Master the Mainframe für Studenten angeboten wird, die an kleinen Projekten mit und um den IBM-Mainframe interessiert sind.
Für das Thema Aus- und Weiterbildung wurde die Global Skill Initiative gegründet, die über Trainingspartner öffentliche und private Schulungen anbietet.